# Pajor (nazwisko)
Pajor (forma żeńska: Pajor, liczba mnoga: Pajorowie) – polskie nazwisko.

## Etymologia nazwiska
Nazwisko Pajor pojawiło się w Polsce najprawdopodobniej w I poł. XVII wieku w Uniejowie (notowane jako Paier). W latach późniejszych nazwisko Pajor pojawia się w okolicach wsi Sechna w powiecie limanowskim oraz Rajbrot w powiecie bocheńskim i jak głoszą tamtejsze podania nazwisko to przyszło wraz ze Szwedami, którzy przebywali w tych miejscowościach w czasie Potopu szwedzkiego. Najwięcej osób o tym nazwisku mieszka w województwie małopolskim.

## Znane osoby o nazwisku Pajor
- Anna Pajor – polska ekonomistka i matematyk
- Bogumiła Pajor – polska hokeistka na trawie
- Ewa Pajor – polska piłkarka
- Kornél Pajor – węgierski łyżwiarz szybki
- Michał Pajor – polski siatkarz
- Siergiej Pajor – rosyjski hokeista
- Sławomir Pajor – polski polityk i samorządowiec
- Tomasz Pajor – polski prawnik
- Wiesław Pajor – polski piłkarz i bramkarz